# یاسنا گورا (استان سلیزیا سفلی)
یاسنا گورا (استان سیلزی سفلی) (به لاتین: Jasna Góra) یک روستا در لهستان است که در گمینا بوگاتنگا واقع شده‌است.